# Jimmy Walthour
James "Jimmy" Walthour (Nueva York, 3 de enero de 1910 - Waukegan, 29 de enero de 1983) fue un ciclista estadounidense profesional desde el 1928 hasta el 1940. Se especializó en las cursas de seis días, donde ganó 14.
Su tío Robert, y su primo Bob, también destacaron en el ciclismo.

## Palmarés
- 1927
  - Campeón de los Estados Unidos en ruta
- 1928
  - 1º en los Seis días de Chicago (con Franz Dülberg)
  - 1º en los Seis días de Detroit (con Franz Dülberg)
- 1933
  - 1º en los Seis días de Chicago (con Ewald Wissel)
- 1934
  - 1º en los Seis días de Pittsburgh (con Henri Lepage)
  - 1º en los Seis días de Toronto (con Reginald Fielding y Fred Ottevaire)
- 1935
  - 1º en los Seis días de Pittsburgh (con Alfred Crossley y Charles Winter)
  - 1º en los Seis días de Toronto (con Alfred Crossley)
  - 1º en los Seis días de Los Ángeles (con Alfred Crossley)
- 1936
  - 1º en los Seis días de Nueva York (con Alfred Crossley)
  - 1º en los Seis días de Toronto (con Charles Winter)
- 1938
  - 1º en los Seis días de Pittsburgh (con Alfred Crossley)
  - 1º en los Seis días de Milwaukee (con Alfred Crossley)
- 1939
  - 1º en los Seis días de Cleveland (con Alfred Crossley)
- 1940
  - 1º en los Seis días de Pittsburgh (con Robert Thomas)